# 신카이촌 (고치현)
신카이촌(新改村)은 일본 고치현 나가오카군에 설치되었던 촌이다. 현재의 가미시의 일부에 해당한다.

## 역사
- 1889년 4월 1일 - 정촌제 시행에 의해 8촌의 구역으로 성립하였다.
- 1954년 9월 1일 - 야마다정, 사오카촌, 가타지촌, 오쿠스우에촌, 메이지촌과 합병해 도사야마다정이 성립, 동일 신카이촌은 폐지되었다.

## 교통

### 철도
- 일본국유철도
  - 도산선

## 참고 문헌
- 角川日本地名大辞典編纂委員会,『角川日本地名大辞典 39 高知県』1983, 角川書店